# Asia Artist Awards
Asia Artist Awards (abreviado como AAA) é uma premiação anual sul-coreana realizada  para honrar as realizações notaveis de artistas asiatiacos na televisão, cinema e música. É entregue pelo jornal de negócios e suas marcas globais de mídia StarNews e MTN. Sua primeira cerimônia foi realizada no Salão da Universidade Kyung Hee, em Seul, e transmitida ao vivo via satélite para toda a Asia

## Cerimônias
| Edição | Data                   | Local                                  | Cidade, País           | Apresentador(es)         | Ref.        |
| ------ | ---------------------- | -------------------------------------- | ---------------------- | ------------------------ | ----------- |
| 1ª     | 16 de novembro de 2016 | Salão da paz da Universidade Kyung Hee | Seul, Coreia do Sul    | Leeteuk e Lee Si-young   | [ 2 ]       |
| 2ª     | 15 de novembro de 2017 | Jamsil Students' Gymnasium             | Seul, Coreia do Sul    | Leeteuk e Lee Tae-im     | [ 3 ]       |
| 3ª     | 28 de novembro de 2018 | Namdong Gymnasium                      | Incheon, Coreia do Sul | Leeteuk e Lee Sung-kyung | [ 4 ] [ 5 ] |

## Vencedores

### Grand Prize (Daesang)
| Edição | Ano  | Categorias        | Vencedores                                    |
| ------ | ---- | ----------------- | --------------------------------------------- |
| 1ª     | 2016 | Televisão / Filme | Cho Jin-woong                                 |
| 1ª     | 2016 | Música            | EXO                                           |
| 2ª     | 2017 | Televisão / Filme | Kim Hee-sun                                   |
| 2ª     | 2017 | Música            | EXO                                           |
| 3ª     | 2018 | Televisão / Filme | Lee Byung-hun                                 |
| 3ª     | 2018 | Música            | BTS                                           |
| 4ª     | 2019 | Televisão / Filme | Jang Dong-gun (Ator/Atriz do Ano)             |
| 4ª     | 2019 | Música            | GOT7 (Performance do Ano)                     |
| 4ª     | 2019 | Música            | Twice (Artista do Ano)                        |
| 4ª     | 2019 | Música            | Seventeen – An Ode (Álbum do Ano)             |
| 4ª     | 2019 | Música            | Red Velvet – "Umpah Umpah" (Música do Ano)    |
| 5ª     | 2020 | Televisão / Filme | Kim Soo-hyun (Ator/Atriz do Ano: Drama)       |
| 5ª     | 2020 | Televisão / Filme | Lee Jung-jae (Ator/Atriz do Ano: Filme)       |
| 5ª     | 2020 | Música            | NCT – NCT 2020 Resonance Pt. 1 (Álbum do Ano) |
| 5ª     | 2020 | Música            | TWICE (Artista do Ano)                        |
| 5ª     | 2020 | Música            | GOT7 (Performance do Ano)                     |
| 5ª     | 2020 | Música            | BTS – "Dynamite" (Música do Ano)              |
| 5ª     | 2020 | Música            | Monsta X (Stage do Ano)                       |
| 5ª     | 2020 | Música            | Lim Young-woong (Trot do Ano)                 |
| 6ª     | 2021 | Televisão / Filme | Lee Jung-jae (Ator/Atriz do Ano)              |
| 6ª     | 2021 | Televisão / Filme | Lee Seung-gi (Ator/Atriz do Ano: Drama)       |
| 6ª     | 2021 | Televisão / Filme | Yoo Ah-in (Ator/Atriz do Ano: Filme)          |
| 6ª     | 2021 | Música            | Seventeen (Artista do Ano)                    |
| 6ª     | 2021 | Música            | NCT 127 – Sticker (Álbum do Ano)              |
| 6ª     | 2021 | Música            | Stray Kids (Performance do Ano)               |
| 6ª     | 2021 | Música            | BTS – "Butter" (Música do Ano)                |
| 6ª     | 2021 | Música            | aespa (Stage do Ano)                          |
| 6ª     | 2021 | Música            | Lim Young-woong (Trot do ano)                 |

### Asia Hot Artist
| Edição | Ano  | Categorias        | Vencedores |  |
| ------ | ---- | ----------------- | ---------- |  |
| 3ª     | 2018 | Televisão / Filme | IU         |  |
| 3ª     | 2018 | Música            | Wanna One  |  |

### Asia Celebrity
| Edição | Ano  | Categoria         | Vencedores        |
| ------ | ---- | ----------------- | ----------------- |
| 4ª     | 2019 | Televisão / Filme | Ji Chang-wook     |
| 4ª     | 2019 | Televisão / Filme | Park Min-young    |
| 4ª     | 2019 | Música            | Red Velvet        |
| 4ª     | 2019 | Música            | NU'EST            |
| 5ª     | 2020 | Televisão / Filme | Lee Joon-gi       |
| 5ª     | 2020 | Música            | Kang Daniel       |
| 5ª     | 2020 | Música            | WayV              |
| 6ª     | 2021 | Televisão / Filme | Yoo Ah-in         |
| 6ª     | 2021 | Televisão / Filme | Bright Vachirawit |
| 6ª     | 2021 | Televisão / Filme | Win Metawin       |
| 6ª     | 2021 | Música            | BamBam            |
| 6ª     | 2021 | Música            | The Boyz          |

### Artist of the Year (Artista do Ano)
| Edição | Ano  | Categorias        | Vencedores |
| ------ | ---- | ----------------- | --- |
| 3ª     | 2018 | Televisão / Filme | Lee Sung-kyung, Lee Jun-ho, Ryu Jun-yeol, IU, Jung Hae-in, Lee Seung-gi, Ju Ji-hoon, Yoo Yeon-seok, Ha Jung-woo, Lee Byung-hun |
| 3ª     | 2018 | Música            | Zico, Wanna One, iKON, Twice, Seventeen, Monsta X, Mamamoo, GOT7, NU'EST W, Sunmi, BTS                                         |

### Best Artist Award (Melhor Artista)
| Edição | Ano  | Categorias        | Vencedores     |
| ------ | ---- | ----------------- | -------------- |
| 1ª     | 2016 | Televisão / Filme | Park Hae-jin   |
| 1ª     | 2016 | Televisão / Filme | Park Shin-hye  |
| 1ª     | 2016 | Música            | BTS            |
| 1ª     | 2016 | Música            | Twice          |
| 2ª     | 2017 | Televisão / Filme | Namkoong Min   |
| 2ª     | 2017 | Televisão / Filme | Park Hae-jin   |
| 2ª     | 2017 | YoonA             |                |
| 2ª     | 2017 | Música            | Seventeen      |
| 3ª     | 2018 | Televisão / Filme | Ha Jung-woo    |
| 3ª     | 2018 | Música            | Twice          |
| 3ª     | 2018 | Música            | Wanna One      |
| 3ª     | 2018 | Música            | Seventeen      |
| 4ª     | 2019 | Televisão / Filme | Park Min-Young |
| 4ª     | 2019 | Televisão / Filme | Yoona          |
| 4ª     | 2019 | Música            | Zico           |

### Best Celebrity Award (Prêmio de Melhor Celebridade)
| Edição | Ano  | Categorias        | Vencedores     |  |
| ------ | ---- | ----------------- | -------------- |  |
| 1ª     | 2016 | Televisão / Filme | Jin Goo        |  |
| 1ª     | 2016 | Televisão / Filme | Namkoong Min   |  |
| 1ª     | 2016 | Televisão / Filme | Kim Ji-won     |  |
| 1ª     | 2016 | Música            | VIXX           |  |
| 1ª     | 2016 | Música            | AOA            |  |
| 2ª     | 2017 | Televisão / Filme | Lee Jun-ho     |  |
| 2ª     | 2017 | Televisão / Filme | Park Min-young |  |
| 2ª     | 2017 | Música            | VIXX           |  |
| 2ª     | 2017 | Música            | Apink          |  |
| 3ª     | 2018 | Televisão / Filme | Suzy           |  |

### Best Entertainer Award (Prêmio de Melhor Artista)
| Edição | Ano  | Categorias        | Vencedores    |
| ------ | ---- | ----------------- | ------------- |
| 1ª     | 2016 | Televisão / Filme | Seo Kang-joon |
| 1ª     | 2016 | Televisão / Filme | Nam Ji-hyun   |
| 1ª     | 2016 | Música            | B.A.P         |
| 1ª     | 2016 | Música            | Mamamoo       |
| 2ª     | 2017 | Televisão / Filme | Sung Hoon     |
| 2ª     | 2017 | Televisão / Filme | Kim Tae-ri    |
| 2ª     | 2017 | Música            | NU'EST W      |
| 2ª     | 2017 | Música            | Monsta X      |
| 2ª     | 2017 | Música            | Bolbbalgan4   |

### Rookie of the Year (Novo Artista)
| Edição | Ano  | Categorias        | Vencedores     |
| ------ | ---- | ----------------- | -------------- |
| 1ª     | 2016 | Televisão / Filme | Ryu Jun-yeol   |
| 1ª     | 2016 | Televisão / Filme | Nana           |
| 1ª     | 2016 | Música            | NCT 127        |
| 1ª     | 2016 | Música            | Blackpink      |
| 2ª     | 2017 | Televisão / Filme | Ahn Hyo-seop   |
| 2ª     | 2017 | Televisão / Filme | Jung Chae-yeon |
| 2ª     | 2017 | Música            | Wanna One      |
| 2ª     | 2017 | Música            | Pristin        |
| 2ª     | 2017 | Música            | Kard           |
| 3ª     | 2018 | Televisão / Filme | Kim Da-mi      |
| 3ª     | 2018 | Televisão / Filme | Jang Ki-yong   |
| 3ª     | 2018 | Música            | The Boyz       |
| 3ª     | 2018 | Música            | Stray Kids     |
| 3ª     | 2018 | Música            | (G)I-DLE       |
| 3ª     | 2018 | Música            | IZ*ONE         |
| 4ª     | 2019 | Televisão / Filme | Ong Seong-wu   |
| 4ª     | 2019 | Música            | TXT            |
| 4ª     | 2019 | Música            | AB6IX          |
| 4ª     | 2019 | Música            | ITZY           |

### Best Icon Award (Prêmio de Melhor Ícone)
| Edição | Ano  | Categorias        | Vencedores     |
| ------ | ---- | ----------------- | -------------- |
| 1ª     | 2016 | Televisão / Filme | Kim Yoo-jung   |
| 1ª     | 2016 | Música            | BTS            |
| 2ª     | 2017 | Televisão / Filme | Seo Kang-joon  |
| 2ª     | 2017 | Música            | Crush          |
| 2ª     | 2017 | Música            | Mamamoo        |
| 2ª     | 2017 | Música            | Hwang Chi-yeul |
| 3ª     | 2018 | Televisão / Filme | Choi Tae-joon  |
| 3ª     | 2018 | Televisão / Filme | Kim Myung-soo  |
| 3ª     | 2018 | Música            | Monsta X       |
| 3ª     | 2018 | Música            | Momoland       |
| 4ª     | 2019 | Televisão / Filme | Jung Hae-in    |
| 4ª     | 2019 | Televisão / Filme | Choi Siwon     |
| 4ª     | 2019 | Música            | Seventeen      |
| 4ª     | 2019 | Música            | Chung Ha       |

### Best OST Award (Melhor Trilha Sonora)
| Edição | Ano  | Vencedores | Trabalhos                                                                                                |
| ------ | ---- | ---------- | --- |
| 1ª     | 2016 | Gummy      | - "You Are My Everything" (Descendants of the Sun) - "Moonlight Drawn By Clouds" (Love in the Moonlight) |
| 2ª     | 2017 | Ailee      | - "I Will Go to You Like the First Snow" (Guardian: The Lonely and Great God)                            |

### Best Popular Award
| Edição | Ano  | Categorias        | Vencedores   |
| ------ | ---- | ----------------- | ------------ |
| 3ª     | 2018 | Televisão / Filme | Ryu Jun-yeol |
| 3ª     | 2018 | Televisão / Filme | Lee Seung-gi |
| 3ª     | 2018 | Música            | GOT7         |

### Best Star Award
| Edição | Ano  | Categorias        | Vencedores      |
| ------ | ---- | ----------------- | --------------- |
| 1ª     | 2016 | Televisão / Filme | Park Bo-gum     |
| 1ª     | 2016 | Televisão / Filme | Bae Suzy        |
| 1ª     | 2016 | Música            | Seventeen       |
| 1ª     | 2016 | Música            | Block B         |
| 2ª     | 2017 | Televisão / Filme | Park Seo-joon   |
| 2ª     | 2017 | Televisão / Filme | Ryu Jun-yeol    |
| 2ª     | 2017 | Música            | Zico            |
| 2ª     | 2017 | Música            | 7SENSES (SNH48) |

### Best Social Award
| Edição | Ano  | Categoria         | Vencedores |
| ------ | ---- | ----------------- | ---------- |
| 4ª     | 2019 | Televisão / Filme | Yoona      |
| 4ª     | 2019 | Música            | Twice      |
| 4ª     | 2019 | Música            | Seventeen  |

### Fabulous Award
| Edição | Ano  | Categorias        | Vencedores    |
| ------ | ---- | ----------------- | ------------- |
| 2ª     | 2017 | Televisão / Filme | Park Seo-joon |
| 2ª     | 2017 | Televisão / Filme | Lee Joon-gi   |
| 2ª     | 2017 | Música            | EXO           |
| 2ª     | 2017 | Música            | Super Junior  |
| 3ª     | 2018 | Televisão / Filme | Lee Byung-hun |
| 3ª     | 2018 | Televisão / Filme | Ha Jung-woo   |
| 3ª     | 2018 | Música            | BTS           |
| 3ª     | 2018 | Música            | Twice         |

### Favorite Award (Artista Favorito)
| Edição | Ano  | Categorias        | Vencedores |
| ------ | ---- | ----------------- | ---------- |
| 3ª     | 2018 | Televisão / Filme | Sung Hoon  |
| 3ª     | 2018 | Música            | Chung Ha   |

### Focus Award
| Edição | Ano  | Categorias        | Vencedores    |
| ------ | ---- | ----------------- | ------------- |
| 3ª     | 2018 | Televisão / Filme | Kim Yong-Ji   |
| 3ª     | 2018 | Televisão / Filme | Jin Ju-hyung  |
| 3ª     | 2018 | Televisão / Filme | Shin Hyun-soo |
| 3ª     | 2018 | Música            | D-Crunch      |
| 3ª     | 2018 | Música            | W24           |
| 4ª     | 2019 | Televisão / Filme | Lee Jung-eun  |
| 4ª     | 2019 | Música            | Loona         |
| 4ª     | 2019 | Música            | Dongkiz       |

### Korean Tourism Appreciation Award (Prêmio de Apreciação do Turismo Coreano)
| Edição | Ano  | Categorias        | Vencedores    |
| ------ | ---- | ----------------- | ------------- |
| 3ª     | 2018 | Televisão / Filme | Lee Byung-hun |
| 3ª     | 2018 | Música            | BTS           |

### New Wave Award
| Edição | Ano  | Categorias        | Vencedores                   |
| ------ | ---- | ----------------- | ---------------------------- |
| 2ª     | 2017 | Televisão / Filme | Choi Tae-joon                |
| 2ª     | 2017 | Televisão / Filme | Gong Seung-yeon              |
| 2ª     | 2017 | Televisão / Filme | Shin Hyun-soo                |
| 2ª     | 2017 | Música            | Snuper                       |
| 2ª     | 2017 | Música            | Astro                        |
| 2ª     | 2017 | Música            | The Rampage from Exile Tribe |
| 3ª     | 2018 | Televisão / Filme | Kim Seol-hyun                |
| 3ª     | 2018 | Música            | Kard                         |
| 3ª     | 2018 | Música            | Cosmic Girls                 |
| 3ª     | 2018 | Música            | Gugudan                      |

### Rising Award (Prêmio em ascensão)
| Edição | Ano  | Categorias        | Vencedores  |
| ------ | ---- | ----------------- | ----------- |
| 3ª     | 2018 | Televisão / Filme | Cha Eun-woo |
| 3ª     | 2018 | Televisão / Filme | Jung In-sun |
| 3ª     | 2018 | Música            | fromis_9    |
| 3ª     | 2018 | Música            | SF9         |

### Asia Icon (Ícone da Ásia)
| Edição | Ano  | Vencedor      |
| ------ | ---- | ------------- |
| 2ª     | 2017 | Park Shin-hye |

### Baidu Star Award
| Edição | Ano  | Vencedor |
| ------ | ---- | -------- |
| 1ª     | 2016 | EXO      |

### Best Actor Award (Prêmio de Melhor Ator/Atriz)
| Edição | Ano  | Vencedores                    |
| ------ | ---- | ----------------------------- |
| 3ª     | 2018 | Ju Ji-hoon, Yoo Yeon-seok, IU |

### Best Creator Award (Prêmio de Melhor Criador)
| Edição | Ano  | Vencedores                   |
| ------ | ---- | ---------------------------- |
| 2ª     | 2017 | Shin Won-ho for Reply series |
| 3ª     | 2018 | Won Dong-yeon                |

### Best Emotive Award
| Edição | Ano  | Vencedores                              |
| ------ | ---- | --------------------------------------- |
| 3ª     | 2018 | Jung Hae-in, Lee Jun-ho, Lee Sung-kyung |
| 4ª     | 2019 | Lim Ji-yeon, Kang Daniel                |

### Best History of Song Award
| Edição | Ano  | Vencedor |
| ------ | ---- | -------- |
| 3ª     | 2018 | Se7en    |

### Best Music Award (Melhor Música)
| Edição | Ano  | Vencedores               |
| ------ | ---- | ------------------------ |
| 3ª     | 2018 | NU'EST W, Mamamoo, Sunmi |

### Best Musician Award (Melhor Músico)
| Edição | Ano  | Vencedores |
| ------ | ---- | ---------- |
| 3ª     | 2018 | Zico, iKON |
| 4ª     | 2019 | NU'EST     |

### Best Performance Director (Melhor Diretor de Performance)
| Edição | Ano  | Vencedor      |
| ------ | ---- | ------------- |
| 3ª     | 2018 | Son Sung Deuk |

### Best Producer Award (Prêmio de Melhor Produtor)
| Edição | Ano  | Vencedores                           |
| ------ | ---- | ------------------------------------ |
| 1ª     | 2016 | Bang Si-hyuk (Big Hit Entertainment) |
| 3ª     | 2018 | Pdogg                                |
| 4ª     | 2019 | Zico (KOZ Entertainment)             |

### Best Welcome Award
| Edição | Ano  | Vencedor     |
| ------ | ---- | ------------ |
| 2ª     | 2017 | Lee Seung-gi |

### Brilliant Award
| Edição | Ano  | Vencedores                   |
| ------ | ---- | ---------------------------- |
| 3ª     | 2018 | Choi Min-ho, Lee Da-hee, AOA |

### Choice Award
| Edição | Ano  | Vencedores                                       |
| ------ | ---- | ------------------------------------------------ |
| 1ª     | 2016 | Sung Hoon, Lee Si-young, Dynamic Duo             |
| 2ª     | 2017 | Min Hyo-rin, Lee Tae-im, Kent Tsai, Just Jerk    |
| 3ª     | 2018 | Snuper, Jasper Liu, Kwak Si-yang, Jung Jin-young |
| 4ª     | 2019 | Momoland, Lee Jung-Eun, Ahn Hyo-Seop             |

### Eco Creator Award
| Edição | Ano  | Vencedor     |
| ------ | ---- | ------------ |
| 3ª     | 2018 | Park Hae-jin |

### Legend Award
| Edição | Ano  | Vencedor     |
| ------ | ---- | ------------ |
| 2ª     | 2017 | Super Junior |

### New Actor Award (Prêmio de Novo Ator)
| Edição | Ano  | Vencedore                   |
| ------ | ---- | --------------------------- |
| 1ª     | 2016 | Lee Jung-shin, Kwak Si-yang |

### Popularity Award (Popularidade)
(Determinado através de votos de fãs)
| Edição | Ano  | Categorias        | Vencedores                     |  |
| ------ | ---- | ----------------- | ------------------------------ |  |
| 1ª     | 2016 | Televisão / Filme | Baekhyun                       |  |
| 1ª     | 2016 | Televisão / Filme | YoonA                          |  |
| 1ª     | 2016 | Música            | EXO                            |  |
| 2ª     | 2017 | Televisão / Filme | D.O.                           |  |
| 2ª     | 2017 | Televisão / Filme | YoonA                          |  |
| 2ª     | 2017 | Música            | EXO                            |  |
| 3ª     | 2018 | Televisão / Filme | Sehun                          |  |
| 3ª     | 2018 | Televisão / Filme | IU                             |  |
| 3ª     | 2018 | Música            | BTS                            |  |
| 4ª     | 2019 | Música            | Kang Daniel, Loona, Stray Kids |  |

### Rising Star Award (Prêmio Estrela em Ascensão)
| Edição | Ano  | Vencedores                                                                   |
| ------ | ---- | ---------------------------------------------------------------------------- |
| 1ª     | 2016 | WJSN, Han Dong-geun, Boys and Men, Park Hye-su, Shin Hyun-soo, Chi Pu        |
| 2ª     | 2017 | JBJ, DIA, Jeong Se-woon, gu9udan, MOMOLAND, Kang Tae-oh, Ji Soo, Seo Eun-soo |

### Samsung Pay Award
| Edição | Ano  | Vencedor  |
| ------ | ---- | --------- |
| 2ª     | 2017 | WANNA·ONE |

### Trend Award (Tendência)
| Edição | Ano  | Vencedores         |
| ------ | ---- | ------------------ |
| 3ª     | 2018 | Jung Hae-in, YoonA |

### Potential Award
| Edição | Ano  | Categoria         | Vencedores  |
| ------ | ---- | ----------------- | ----------- |
| 4ª     | 2019 | Televisão / Filme | Jung Hae-in |
| 4ª     | 2019 | Música            | Kang Daniel |
| 4ª     | 2019 | Música            | Snuper      |

### AAA Groove
| Edição | Ano  | Vencedores |
| ------ | ---- | ---------- |
| 4ª     | 2019 | (G)I-DLE   |
| 4ª     | 2019 | Stray Kids |

### AAA Scene Stealer
| Edição | Ano  | Vencedores    |
| ------ | ---- | ------------- |
| 4ª     | 2019 | Lee Jung-eun  |
| 4ª     | 2019 | Lee Kwang-soo |

### AAA Top of Kpop Record
| Edição | Ano  | Vencedores   |
| ------ | ---- | ------------ |
| 4ª     | 2019 | Super Junior |

### AAA X Dongnam Media & FPT Polytechnic Popularity
| Edição | Ano  | Categoria       | Vencedores             |
| ------ | ---- | --------------- | ---------------------- |
| 4ª     | 2019 | Televisão/Filme | Oh Se-hun, Song Ji-hyo |
| 4ª     | 2019 | Música          | Super Junior           |

### Best Vietnamese Artist
| Edição | Ano  | Categoria         | Vencedores  |
| ------ | ---- | ----------------- | ----------- |
| 4ª     | 2019 | Televisão / Filme | Quốc Trường |
| 4ª     | 2019 | Televisão / Filme | Bảo Thanh   |
| 4ª     | 2019 | Música            | vi          |

### AAA Best K-Culture
| Edição | Ano  | Categoria         | Vencedores    |
| ------ | ---- | ----------------- | ------------- |
| 4ª     | 2019 | Televisão / Filme | Lee Kwang-soo |
| 4ª     | 2019 | Música            | GOT7          |

## Principais vencedores
| Posição | Artistas | Total de prêmios |
| ------- | --- | ---------------- |
| 1ª      | EXO BTS | 7                |
| 2ª      | YoonA WANNA·ONE | 5                |
| 3ª      | Mamamoo TWICE Seventeen Ryu Jun-yeol IU Lee Byung-hun                                                                                         | 4                |
| 4ª      | NU'EST W Zico MONSTA X Park Hae-jin Sung Hoon Suzy Jung Hae-in Lee Jun-ho Lee Seung-gi Ha Jung-woo                                            | 3                |
| 5ª      | Loona Park Bo-gum Gummy VIXX Sunmi iKON GOT7 Park Seo-joon Park Shin-hye Namkoong Min Super Junior Seo Kang-joon Shin Hyun-soo Lee Sung-kyung | 2                |